# Hertog van Orkney
Hertog van Orkney (Engels: Duke of Orkney) is een Schotse adellijke titel. 
De titel hertog van Orkney werd gecreëerd in 1567 door Maria I voor haar aanstaande echtgenoot James Hepburn, 4e graaf van Bothwell. Na diens vlucht uit Schotland in hetzelfde jaar werd de titel vervallen verklaard.

## Hertog van Orkney (1567)
- James Hepburn (1567)